# Myuroclada
Myuroclada là một chi rêu trong họ Brachytheciaceae.